# Llanes
Llanes é um concelho (município) da província e Principado das Astúrias, na Espanha. Tem 263,59 km² de área e em 2019 tinha 13 568 habitantes (densidade: 51,5 hab./km²).
É uma das localidades mais visitadas nas Astúrias, devido às suas praias de areia fina e branca, passeios rodeados de árvores, preciosos monumentos e a melhor gastronomia típica.

## Demografia
| Variação demográfica do município entre 1991 e 2004 | Variação demográfica do município entre 1991 e 2004 | Variação demográfica do município entre 1991 e 2004 | Variação demográfica do município entre 1991 e 2004 |
| --------------------------------------------------- | --------------------------------------------------- | --------------------------------------------------- | --------------------------------------------------- |
| 1991                                                | 1996                                                | 2001                                                | 2004                                                |
| 13 348                                              | 13 184                                              | 13 276                                              | 12 982                                              |

## Património
- Porto, onde se pode contemplar os Cubos da Memória, a obra que o artista Agustín Ibarrolla criou ao pintar os blocos de cimento